# Martina Criscio
Martina Criscio (ur. 24 stycznia 1994 w Foggii) – włoska szablistka, złota medalistka mistrzostw świata.
W 2013 roku zdobyła brąz indywidualnie na mistrzostwach świata juniorów w Poreču.
Podczas mistrzostw świata w Lipsku w 2017 roku Włoszki w składzie: Martina Criscio, Rossella Gregorio, Loreta Gulotta i Irene Vecchi zdobyły drużynowo złoty medal. W rywalizacji drużynowej była też czwarta na mistrzostwach świata w Wuxi (2018) i mistrzostwach świata w Budapeszcie (2019).
Wystartowała na igrzyskach olimpijskich w Tokio w 2020 roku, gdzie była czwarta drużynowo, a indywidualnie zajęła 24. miejsce. 
Na mistrzostwach Europy w Tbilisi (2017) zdobyła drużynowo złoty medal. Następnie zdobyła srebro na mistrzostwach Europy w Antalyi (2022). Ponadto na mistrzostwach Europy w Płowdiwie (2023) była trzecia w turnieju indywidualnym.
Zdobyła również drużynowo srebrne medale na igrzyskach europejskich w Baku w 2015 roku oraz igrzyskach europejskich w Krakowie w 2023 roku.